# Circonscription de Burisa
La circonscription de Burisa est une des 121 circonscriptions législatives de l'État fédéré des nations, nationalités et peuples du Sud, elle se situe dans la Zone Sidama. Sa représentante actuelle est Erqenesh Yohannes Balcha.